# Pantser (dier)
Een pantser of schild is een deel van de anatomie van een dier dat specifiek tot functie heeft een harde externe bescherming te vormen voor het hele dier of minstens voor vitale weke organen. Het mag niet verward worden met 'geleende' bescherming, zoals bij de heremietkreeft, die het pantser van een dood schaaldier 'bewoont'.

## Zoölogische pantsertypen
De constructie en materialen van pantsers lopen uiteen bij het brede scala diersoorten dat ermee uitgerust is.
- Veel dinosauriërs waren al uitgerust met een bepantsering van schubben, maar bij veel moderne dieren, vooral reptielen zoals slangen, zijn die te zacht en soepel geworden om nog als pantser te fungeren, wat bijvoorbeeld bij het gordeldier wel het geval blijft.
- De hele klasse van de schaaldieren is genoemd naar hun als 'schaal' betitelde pantsers, die het voor het overige weke lijf als een harnas omsluiten, zoals bij krab, garnaal en kreeft, waarbij de aldus tot scharen omgevormde voorpoten zelfs wapens worden.
- Bij bepaalde neushoornsoorten bestaat het harnasachtig ogende 'pantser' enkel uit verharde, samengeklitte huid en beharing.
- Heel wat geleedpotigen, zoals insecten, hebben een pantser dat bestaat uit de stof chitine, die hard is maar licht genoeg om nog te kunnen vliegen.
- Bij schildpadden is er sprake van een vergroeiing van ribben en borstbeen. Schildpadden hebben overigens niet 1, maar 2 schilden, het buikpantser (plastron) en het rugschild (carapax). Beide spelen een belangrijke rol bij de determinatie van de dieren.